# A Biography
| Recensione                        | Giudizio |
| --------------------------------- | -------- |
| AllMusic                          |          |
| The New Rolling Stone Album Guide | [ 3 ]    |
| Dizionario del Pop-Rock           | [ 4 ]    |
| 24.000 dischi                     | [ 5 ]    |

A Biography è il secondo album discografico in studio del cantante statunitense John Mellencamp (ai tempi conosciuto come Johnny Cougar), pubblicato nel marzo del 1978.

## Tracce

### LP
Lato A
Testi e musiche di Johnny Cougar.
1. Born Reckless – 4:35
2. Factory – 3:02
3. Night Slumming – 4:40
4. Taxi Dancer – 4:05
5. I Need a Lover – 5:37

Lato B
Testi e musiche di Johnny Cougar.
1. Alley of the Angels – 3:58
2. High C Cherrie – 4:58
3. Where the Sidewalk Ends – 3:56
4. Let Them Run Your Lives – 5:55
5. Goodnight – 2:05

### CD
Edizione CD del 2005, pubblicato dalla Mercury Records (B0004188-02)
Testi e musiche di John Cougar Mellencamp.
1. Born Reckless – 4:35
2. Factory – 3:02
3. Night Slumming – 4:36
4. Taxi Dancer – 4:05
5. I Need a Lover – 5:37
6. Alley of the Angels – 3:55
7. High C Cherrie – 5:02
8. Where the Sidewalk Ends – 3:56
9. Let Them Run Your Lives – 5:55
10. Goodnight – 2:20
11. I Need a Lover – 3:30 – Traccia bonus - UK Single Version

## Musicisti
- Johnny Cougar - voce, chitarra acustica (alcune volte), accompagnamento vocale-cori

Streethart
- Brian BecVar - tastiere, accompagnamento vocale-cori
- Larry Crane - chitarre, accompagnamento vocale-cori
- Ferd (Robert Frank) - basso, accompagnamento vocale-cori
- Andy MacKay - sassofoni, accompagnamento vocale-cori

Stension Chorus in Night Slumming
- Michelle Mellencamp
- Gail Williams
- Larry Crane
- Susi Ronson
- Cil Mellencamp
- Tom Knowles
- Bob Davis
- Ken Griggs
- Ferd
- Nancy Kellog
- Brian BecVar
- Blue Knowles
- Susie Boobs
- Jean Frostie
- Cheryl Davis
- Aly Griggs
- Marilyn Hill
- Steve Prestage
- Susie Elston
- Johnny Cougar

Note aggiuntive
- John Punter - produttore, ingegnere delle registrazioni
- Registrazioni effettuate al Wessex Studios di Londra (Inghilterra)
- Dave Bellotti - assistente ingegnere delle registrazioni
- Sovraincisioni registrate al Basin Street Studios di Londra (Inghilterra)
- Greg Cobb - assistente ingegnere delle registrazioni
- Registrazioni parti vocali e mixaggio effettuate al Air Studios di Londra (Inghilterra)
- Steve Churchyard - assistente ingegnere delle registrazioni
- Registrazioni effettuate a Londra, Inghilterra 1977-1978
- Bob Davis (in associazione con Gaff Music Inc.) - direzione
- Ann O'Dell - arrangiamento strumenti ad arco nel brano Taxi Dancer
- David Steen - fotografia copertina album
- Freeman, Mathews & Milne Ltd. - design copertina album
- Quest'album è dedicato a Harry Mellencamp[6]